# Astragalus neo-popovii
Astragalus neo-popovii là một loài thực vật có hoa trong họ Đậu. Loài này được Golosk. miêu tả khoa học đầu tiên.